# Ернст Хелбиг
Ернст Хелбиг (на немски: Ernst Helbig), роден на 10 февруари 1802 г. в Щолберг (планината Харц) и починал на 26 юли 1866 г. в Мансфелд е немски живописец, представител на романтизма, рисуващ най-вече пейзажи от планината Харц.

## Биография
Ернст Хелбиг е петото дете на дворцовия градинар Йохан Фридрих Хелбиг (1765 -1814) и на жена му Йохане Мария Кристиане. След завършване на училище Хелбиг изучава от около 1816 до 1819 г. професията на художествен оформител на паркове и градини в Ротлебероде. Вероятно около 1823 – 24 г. в Дрезден започва да се обучава самостоятелно за художник.
По препоръка на доцента Карл Аугуст Рихтер, баща на Адриан Лудвиг Рихтер, Ернст Хелбиг следва от януари 1825 г. в Художествената академия в Дрезден. Успоредно с това посещава ателието на художника пейзажист Йохан К. Дал. Заедно със своя другар Кристиан Фридрих Гиле той е от първите ученици на Дал, които не произхождат от Саксония.
В Дрезден Хелбиг се запознава и с Георг Хайнрих Крола. 1830 г. Хелбиг се завръща в Харц, по-точно в Халберщадт. Във времето до 1834 г. се появяват картини с маслени бои и литографии от градчетата Халберщадт, Илзенбург, Вернигероде и Кведлинбург, както и от техните околности. В този период се появява и картина на скалата Илзещайн. В средата на 1843 г. Хелбиг се мести в Ньошенроде край Вернигероде, където остава до 1861 г.
През 1845 г. Ернст Хелбиг се запознава с поета и разказвач Фридрих фон Суков, който облекчава непрестанните материални грижи на художника, като му набавя поръчки или директно му дава пари. Непрекъсната и интензивна материална подкрепа идва и от мецената граф Хенрих цу Щолберг-Вернигероде.
През 1861 г. художникът престава да твори. Прекарва последните си години в приют на ордена на йоанитите в Мансфелд. Творчеството му от 1828 до 1861 г. наброява около сто картини, но местонахождението само на около половината е известно.
Пешеходен мост в предната част на долината на река Илзе, недалеч от Илзенбург, е назован на негово име.

## Изложби
2002: Изложба в двореца във Вернигероде по случай 200 години от рождението на художника.